# Giovanni Battista Foggini
Pour les articles homonymes, voir Foggini.
Giovanni Battista Foggini né à Florence en 1652 et mort dans la même ville en 1725 est un sculpteur et architecte italien du mouvement baroque.

## Biographie
Giovanni Battista Foggini étudie à Rome à l’Accademia Fiorentina, fondée en 1673 et dirigée par le peintre Ciro Ferri et le sculpteur Ercole Ferrata.
Il a souvent travaillé avec Gaspero Bruschi.
Son fils Vincenzo Foggini (it) (1692-1755) est également sculpteur.

## Œuvres
- Sant'Andrea Corsini e la Battaglia d'Anghiari, La Messa di Sant'Andrea et L'Apoteosi di Sant'Andrea Corsini, 1676-1683, Florence, église Santa Maria del Carmine, chapelle Corsini.
- Le Rémouleur, 1688, sculpture, avec Balthazar Keller, parc et jardins du château de Versailles.
- Le Suicide d'Ajax, vers 1690, sculpture - Metropolitan Museum of Art.
- Tombeau de Galilée, 1734-1736, Florence, basilique Santa Croce.
- L'Enlèvement de Proserpine, vers 1750, sculpture, avec Gaspero Bruschi, New York, Metropolitan Museum of Art.
- Le Cardinal Léopold de Médicis (1617-1675), sculpture, Paris, musée du Louvre.
- Œuvre au palazzo Viviani della Robbia, Florence.
- Marbres et stucs de l'autel de la chapelle de San Giuliano ou San Giuseppe de la famille Feroni (gauche de la nef), Florence, basilique de la Santissima Annunziata.

Œuvres de Giovanni Battista Foggini
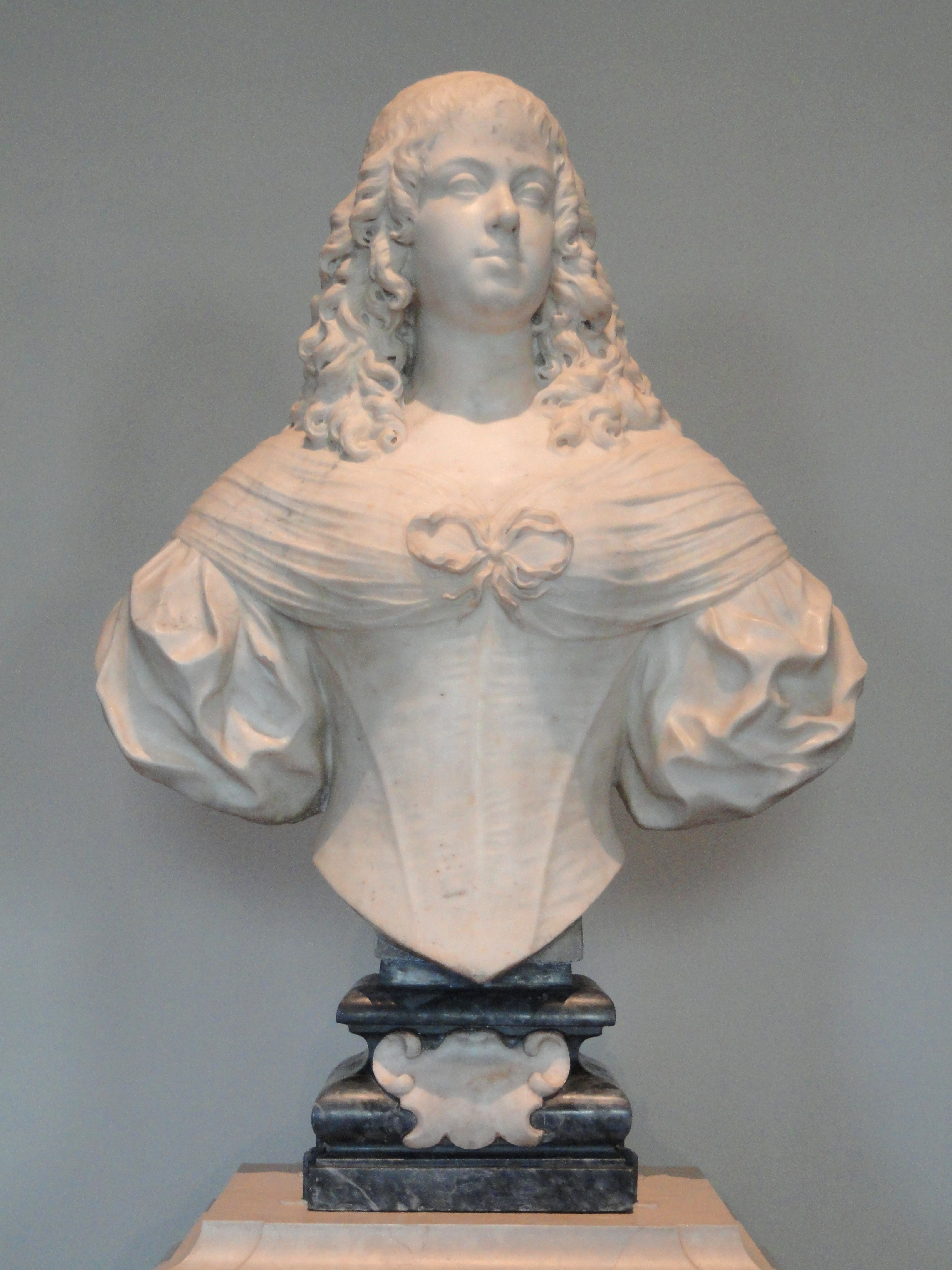
Vittoria della Rovere, vers 1685, Washington, National Gallery of Art.
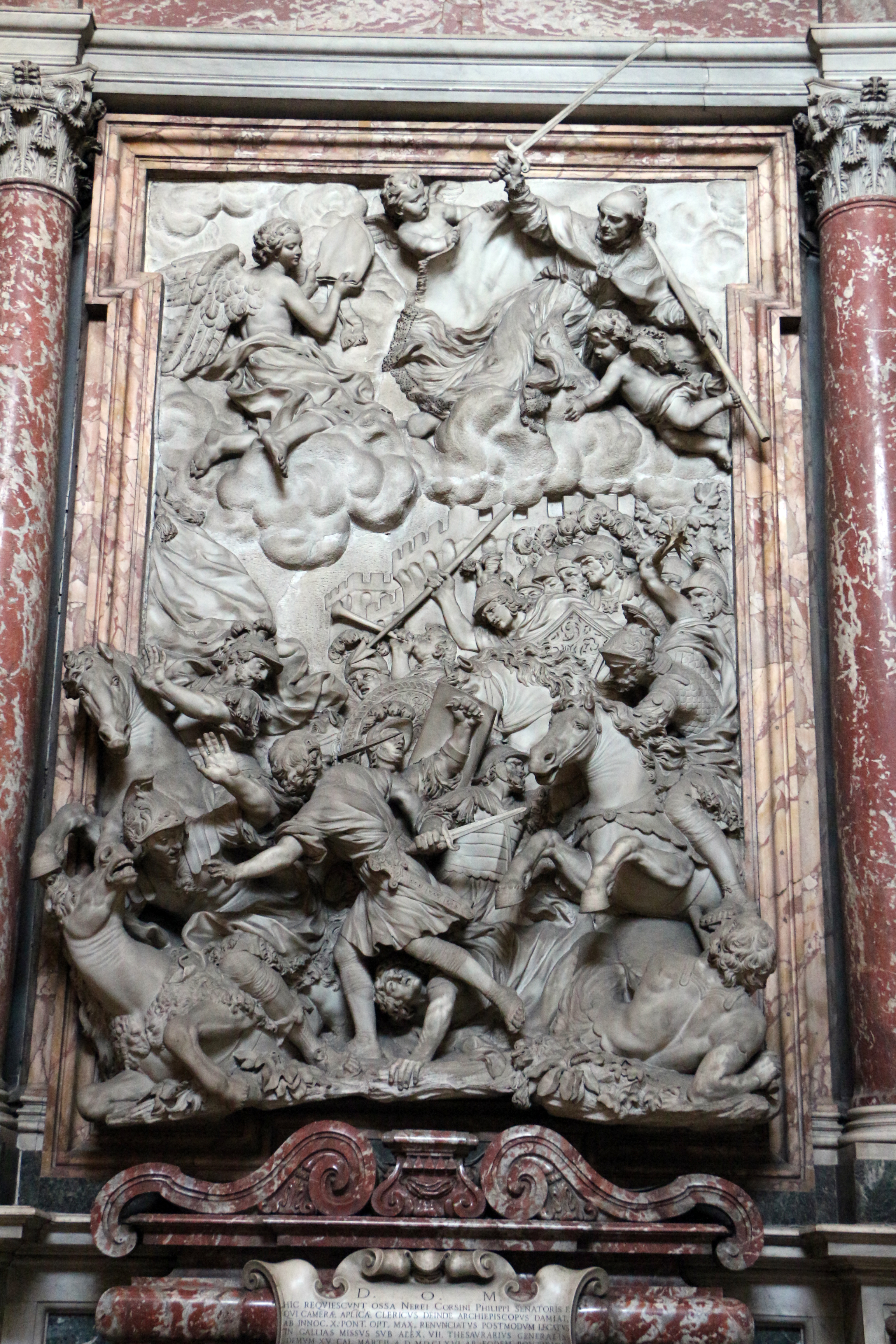
Saint Andrea Corsini mène les Florentins à la bataille d'Anghiari, 1685-1687, Florence, chapelle Corsini.
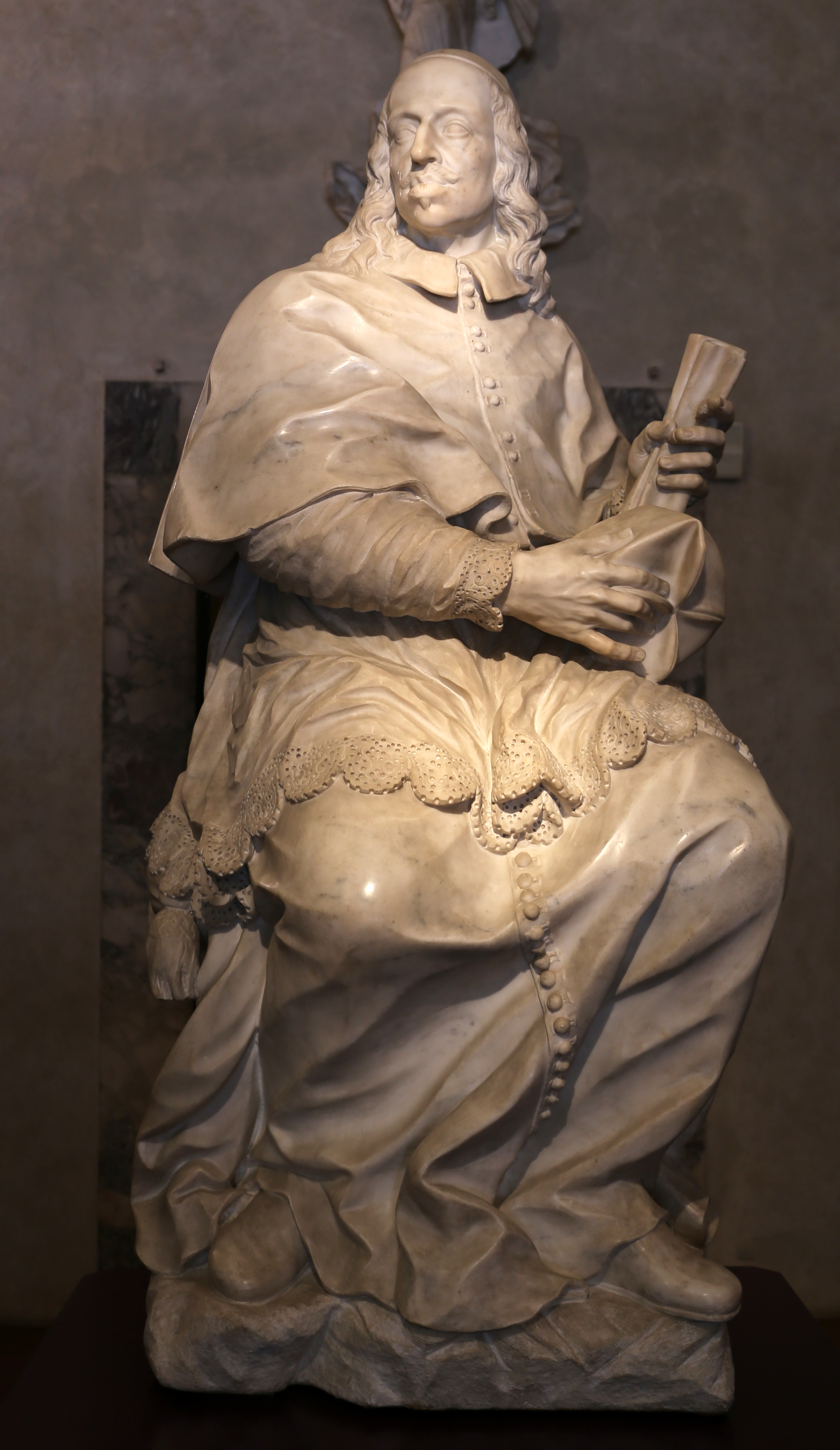
Léopold de Médicis, 1697, Florence, palais Pitti.
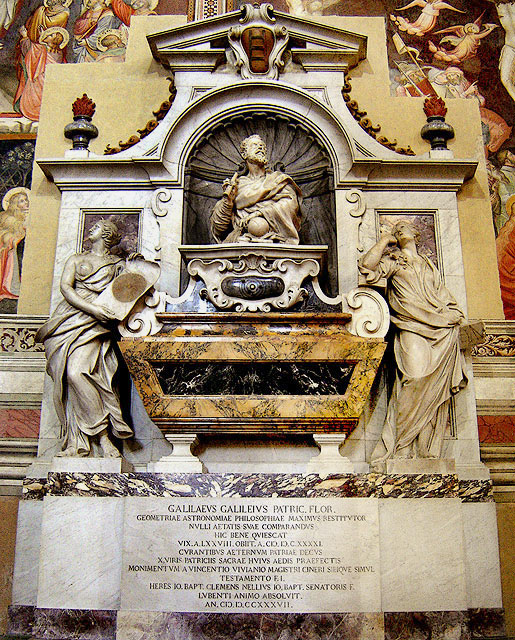
Tombeau de Galilée, 1734-1736, Florence, basilique Santa Croce.